# 1970년 파키스탄 총선
1970년 파키스탄 총선은 파키스탄이 분단되기 전인 1970년 12월 국민의회 의원을 뽑기 위해 시행된 선거이다.
당시에는 동파키스탄의 인구가 서파키스탄보다 많아서 동파키스탄만으로 과반 의석이 되었다. 서파키스탄에 기반을 둔 야히아 칸 정부는 동파키스탄에서 아와미 연맹이 전국 과반이 될 정도로 압승할 것이라 예측하지 못하였다. 야히야 칸은 동파키스탄에서 유일한 비 아와미 연맹 벵골인 당선인인 누룰 아민을 총리로 지명하였다. 셰이크 무지부르 라흐만은 이를 거부하고 파키스탄의 총리로 집권하기 어려워지자 방글라데시의 독립을 선언하였다.

방글라데시 독립 전쟁을 거쳐 독립한 방글라데시는 파키스탄으로 망명한 2명을 뺀 국민의회 의원과 동파키스탄 주의회 의원을 합쳐 방글라데시 제헌의회를 구성하였고, 누룰 아민은 1971년 12월에서야 공식적으로 총리로 임명되었다가 야히아 칸이 사직하면서 같이 물러났다.
1. ↑  Ian Talbot (1998). 《Pakistan: A Modern History》. St. Martin's Press. 190쪽. ISBN 978-0-312-21606-1. From November 1969 until the announcement of the national election results, he discounted the possibility of an Awami League landslide in East Pakistan.